# Bernie Parent
Bernard Marcel „Bernie“ Parent (* 3. April 1945 in Montreal, Québec) ist ein ehemaliger kanadischer Eishockeytorwart, der von 1965 bis 1979 für die Boston Bruins, Philadelphia Flyers und Toronto Maple Leafs in der National Hockey League sowie die Philadelphia Blazers in der World Hockey Association spielte.

## Karriere
Bernie Parent begann seine Karriere bei den Niagara Falls Flyers in einer Juniorenliga, wo er 1964 in das Second All-Star Team und 1965 in das First All-Star Team gewählt wurde. 1965 stieß er zum National-Hockey-League-Team der Boston Bruins und spielte gleich seine erste Saison als Nummer 1 bei den Bruins. Doch die folgende Saison war er nur noch dritter Torwart. Im Sommer 1967 fand auf Grund der Einführung neuer Teams ein Expansion Draft statt, in dem Parent von den gerade neu gegründeten Philadelphia Flyers verpflichtet wurde. Gleich in seinem ersten Jahr bei den Flyers wurde er ins NHL All Star-Game gewählt, was sich im Jahr darauf wiederholte.
Am 31. Januar 1971 transferierten ihn die Flyers zu den Toronto Maple Leafs.
1972 wurde eine Konkurrenz-Liga zur NHL gestartet, die WHA. Parent war 1972 einer der ersten Spieler, die aus der NHL in die WHA wechselten. Er unterschrieb einen Vertrag bei den Philadelphia Blazers, verließ das Team bereits in den Play-offs im Mai 1973 und kehrte zurück in die NHL. Die Toronto Maple Leafs, die immer noch die Rechte an ihm hatten, transferierten sie zu Parents ehemaligen Team, den Philadelphia Flyers. Die Fans standen ihm zu Beginn nicht positiv gegenüber, hatte er doch für den Stadtrivalen in der WHA gespielt.
Mit der Rückkehr zu den Flyers begann die erfolgreichste Zeit seiner Karriere. Gleich in der ersten Spielzeit nach seiner Rückkehr konnte er mit Philadelphia den Stanley Cup gewinnen. Parent hatte großen Anteil an dem Erfolg und wurde als bester Spieler der Play-offs mit der Conn Smythe Trophy ausgezeichnet. Außerdem teilte er sich mit Tony Esposito von den Chicago Blackhawks die Vezina Trophy für die wenigsten Gegentore. Parent schaffte in der Saison 12 Shutouts. Eine Marke, die erst Dominik Hašek 1997/98 wieder knacken konnte. Die folgende Saison 1974/75 war ein Spiegelbild der vergangenen Saison. Erneut holten die Philadelphia Flyers den Stanley Cup, Parent bekam die Vezina und die Conn Smythe Trophy. Zusätzlich spielte er im All Star-Game und wurde ins NHL First Allstar-Team gewählt. Von der Presse wurde er gefeiert und von mehreren Zeitungen und Fernsehsendern zum besten Spieler des Jahres gekürt.
In der Saison 1975/76 konnten sie die Erfolge nicht wiederholen. Ganz im Gegenteil. Bernie Parent konnte nur 11 Spiele absolvieren, da er auf Grund einer Operation ausfiel.
Am 17. Februar 1979 absolvierte Parent sein letztes Spiel. In der Partie gegen die New York Rangers traf aus Versehen ein Teil des Schlägers eines Angreifers das rechte Auge von Parent. Auf Grund der Verletzung war es ihm nicht möglich seine Karriere fortzusetzen. Er war nach seiner Laufbahn noch als Assistenz- und Torwarttrainer der Flyers tätig und trainierte unter anderem Pelle Lindbergh, der Parent als Vorbild hatte und bei einem Autounfall im Jahr 1985 im Alter von 26 Jahren starb.
1984 wurde Bernie Parent in die Hockey Hall of Fame aufgenommen.
1999 benannte die Canadian Hockey League ihn als Torhüter des All-Time All Star-Team.

## Erfolge und Auszeichnungen
- Dave Pinkney Trophy 1964 und 1965
- Stanley Cup 1974 und 1975
- Vezina Trophy 1974 (mit Tony Esposito) und 1975
- Conn Smythe Trophy 1974 und 1975
- NHL First Allstar-Team 1974 und 1975
- Mitglied der Hockey Hall of Fame (seit 1984)

## Rekorde
- 2 aufeinanderfolgende Saisons mit mehr als 40 Siegen (1973/74 und 1974/75) gemeinsam mit 3 weiteren Spielern.